# Чильчота (муниципалитет)
Чильчота (исп. Chilchota) — муниципалитет в Мексике, входит в штат Мичоакан.

## История
Город основан в 1831 году.